# Avi Bachenheimer

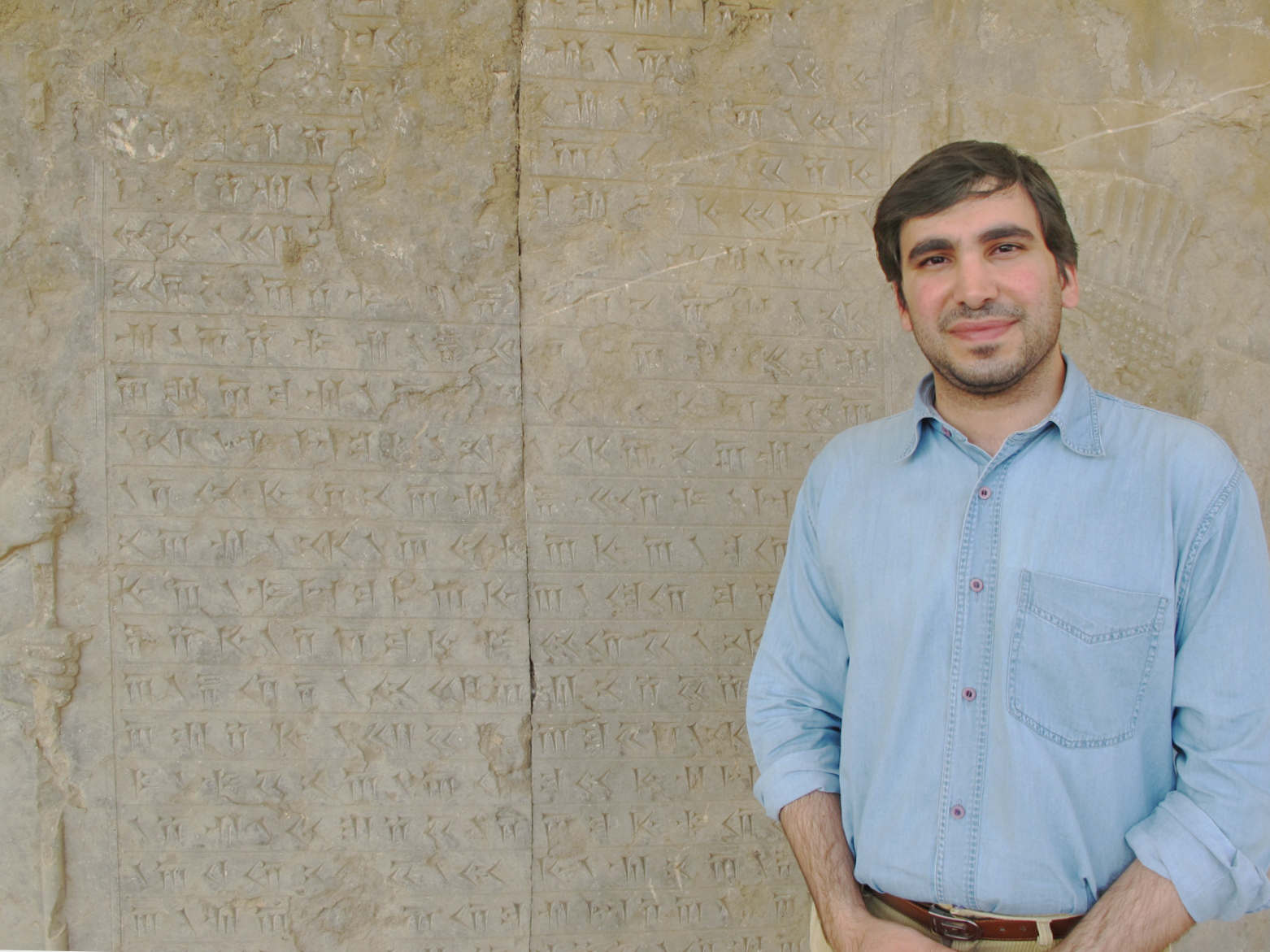
Avi Bachenheimer – Persepolis 2018

Avi Jacob Bachenheimer (* 26. März 1985) ist ein australischer Archäologe und Historiker. Er ist Leiter des Forschungszentrums am australischen Institute for the Study of Ancient Iranian Society and Culture (Institut für die Erforschung der alten iranischen Gesellschaft und Kultur).

## Leben und Werk
Avi Bachenheimer erhielt 2015 seinen B.A. in Geschichte und Archäologie an der University of Western Australia.
Bachenheimer arbeitete von 2015 bis 2018 am Central Institute of Technology in Near Eastern linguistics (Zentralinstitut für Technologie in der nahöstlichen Linguistik) und erhielt 2017 den Pilotprojektpreis des ISAISC für das Projekt Vashna: Database of Iranian Archaeological Sites. Sein Fachwissen in achämenidischer Geschichtsschreibung und Sprachwissenschaft hat akademische Kooperationen mit dem UNESCO-Welterbezentrum und dem Nationalmuseum des Iran hervorgerufen.
Bachenheimer hat ausführlich über Themen der Geschichte und Archäologie des alten Nahen Ostens geschrieben, darunter Arbeiten zur Syntax und Phonologie der altpersischen Sprache und die ersten archäologischen Studien, die jemals am unvollendeten Grab von Darius III. In Persepolis durchgeführt wurden.  Bachenheimers Überarbeitung der achämenidischen Geschichtsschreibung hatte erhebliche Auswirkungen auf das Gebiet der Altorientalistik.

## Veröffentlichungen
- 2017 Gobekli Tepe: An Introduction to the World’s Oldest Temple. Birdwood Press.[11]
- 2017 Entering the Eagle’s Nest: A First Hand Account of 1979 Take-Over of the U.S. Embassy in Tehran.[12]
- 2017 The Jangali Movement and the Soviet Socialist Republic of Gilan.[13]
- 2017 The Achaemenids and the Iconography of the Audience Scene.[14]
- 2018 A Critique from the Left: Shashi Tharoor, Inglorious Empire and What the British did to India. Harper Collins.[15]
- 2018 The Unfinished Tomb of Darius III: Structure, Reliefs and Environs.[16]
- 2018 On Chomsky: Philosophy of Mind and Language.[17]
- 2018 Old Persian: Dictionary, Glossary and Concordance. Wiley Publishers.[18]
- 2018 A Catharsis from the Mundane Historiography of the Achaemenid Empire.[19]
- 2019 Project Vashna: Comprehensive Database of Iranian Archaeological Sites.[20]